# Каикоура (полуостров)
Полуо́стров Каикоу́ра (англ. Kaikōura Peninsula) — полуостров на северо-восточном побережье Южного острова Новой Зеландии. Полуостров простирается на пять километров в Тихий океан. Город Каикоура расположен на северном побережье полуострова. Полуостров был заселён маори примерно 1000 лет назад, а европейцы появились здесь с 1800-х годов, когда у побережья Каикоуры начался китобойный промысел. После прекращения китобойного промысла в 1922 году этот регион стал популярным местом для наблюдения за китами.
Полуостров Каикоура состоит из известняка и аргиллита, которые откладывались, поднимались и деформировались на протяжении всего четвертичного периода. Полуостров расположен в тектонически активном регионе, ограниченном системой разломов Марлборо.
Каньон Каикоура — подводный каньон, расположенный в 500 метрах от побережья к юго-востоку от полуострова. Он имеет длину 60 км, глубину до 1200 метров, и в основном имеет U-образную форму. Это активный каньон, который сливается с системой глубоководных океанических каналов, простирающихся на сотни километров по глубоководному океанскому дну.

## История
Полуостров был заселён маори на протяжении как минимум 1000 лет. Они использовали его как базу для охоты на моа, а также собирали большое количество раков, обитающих на берегу. Легенда гласит, что на этом полуострове герой Мауи выловил гигантскую рыбу, которая стала Северным островом. Стратегические позиции на высоких террасах были укреплены маори, и эти укрепления до сих пор можно увидеть на лидарных снимках полуострова.
В XIX веке в этом районе были созданы европейские китобойные станции. В последнее время киты, посещающие побережье полуострова, получили возможность процветать, а наблюдение за китами сделало этот район популярным местом для экотуризма. Киты часто посещают эти прибрежные воды, потому что кальмары и другие глубоководные существа выносятся из глубокого желоба Хикуранги на поверхность комбинированными течениями и крутым уклоном морского дна.

## Геология и геоморфология

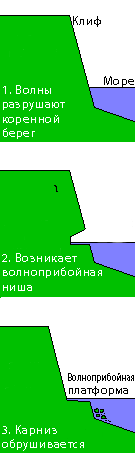
Образование волноприбойной платформы

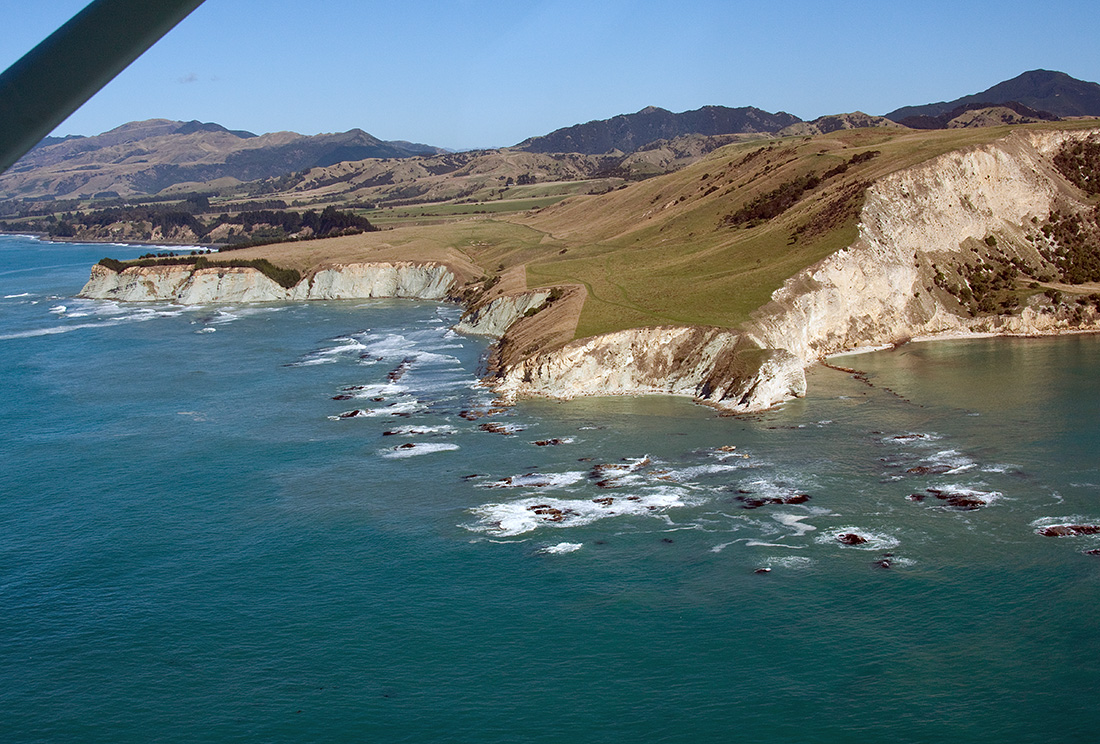
Побережье полуострова

Полуостров Каикоура расположен на северо-восточном побережье Южного острова Новой Зеландии. Геологически полуостров представляет собой асимметричную антиклиналь, ограниченную с обеих сторон двумя синклиналями, ось которых направлена с северо-востока на юго-запад. Полуостров состоит из двух различных типов осадочных пород: известняков Амури палеоценового возраста и аргиллитов (иловых известняков) олигоценового возраста. Произошла интенсивная складчатость, возникли незначительные разломы, особенно в районе отложения известняков. Волноприбойные платформы развиты в обеих литологических единицах, причём те из них, которые образовались на известняках, демонстрируют более широкое разнообразие геоморфологии. Ширина прибрежных платформ варьируется от 40 до более 200 метров, они образованы из третичных аргиллитов и известняков. Многоуровневые террасы когда-то были волноприбойными платформами, образовавшимися на уровне моря и поднятыми в результате тектонических процессов, после чего образовывалась новая платформа. В ландшафте они выглядят как ступенчатые террасы, где на вершине находятся самые старые платформы, а на береговой линии, где расположен посёлок Каикоура — самые молодые.
Прибойная полоса полуострова Каикоура представляет собой чрезвычайно длинную область образования волн. Окружающая среда полуострова подвержена воздействию высокоэнергетических эрозионных процессов. Высокоэнергетические штормы, обсуловленные прохождением циклонических впадин над Новой Зеландией, могут происходить здесь в любое время года, и прерывают длительные периоды относительного затишья. Побережье Каикоуры является мезоприливным со средней величиной приливов от 1,36 метра до 2,57 метра. Прибрежная зона полуострова подвержена воздействию преобладающих направлений распространения волн и находится в приливной зоне. Следовательно, как морские эрозионные силы, так и субаэральные процессы выветривания способствуют эрозии.
Климат региона — умеренный, с умеренным количеством осадков, в среднем 865 мм в год, а среднемесячные температуры колеблются от 7,7 ° Цельсия в июле до 16,2 ° Цельсия в январе.
Тектоническое поднятие центральных частей полуострова оценивается примерно в 100 метров во время четвертичного периода, но террасы наклонены, поэтому подняти является неравномерным. Пляжи, окаймляющие полуостров, демонстрируют сочетание подъёмов при землетрясениях и понижение уровня моря. Последнее поднятие произошло во время землетрясения 14 ноября 2016 года, а другое, вероятно, произошло незадолго до прибытия китобоев в этот район около 1840 года. Абразионные террасы полуострова — полициклические и содержат присущие им морфологические особенности, но активно обновляются за счёт удаления покровных отложений.
Выявлены четыре основных фазы тектонической активности на полуострове, происходивших в последние 5000—6000 лет. Они включают изменение тектоно-эвстатических уровней, платформенных процессов и эрозийных эпизодов во внутренних районах. Следовательно, волноприбойные платформы полуострова представляют собой быстро эволюционирующие объекты, которые отражают как современные процессы, так и недавнюю тектоническую историю.

## Каньон Каикоура
Каньон Каикоура — это подводный каньон, расположенный к юго-западу от полуострова Каикоура, у северо-восточного побережья Южного острова. Он имеет длину 60 км, глубину до 1200 метров, и в основном имеет U-образную форму. Это активный каньон, который сливается с системой глубоководных океанических каналов, простирающихся на сотни километров по глубоководному океанскому дну. Каньон является основным источником отложений канала Хикуранги, по которому турбидные потоки переносят турбидиты в жёлоб Хикуранги, а также к подножию океанического плато Хикуранги и юго-западной части Тихоокеанского бассейна. Каньон глубоко врезался в узкую, тектонически активную континентальную окраину. Считается, что он является поглотителем прибрежной системы переноса наносов, которая переносит на север, вверх по побережью, большое количество эрозионных обломков из рек, берущих начало в тектонически активных горах Южного острова.

### Опасность оползневого цунами

Обобщённое моделирование процессов переноса отложений и возникающих из-за этого цунами

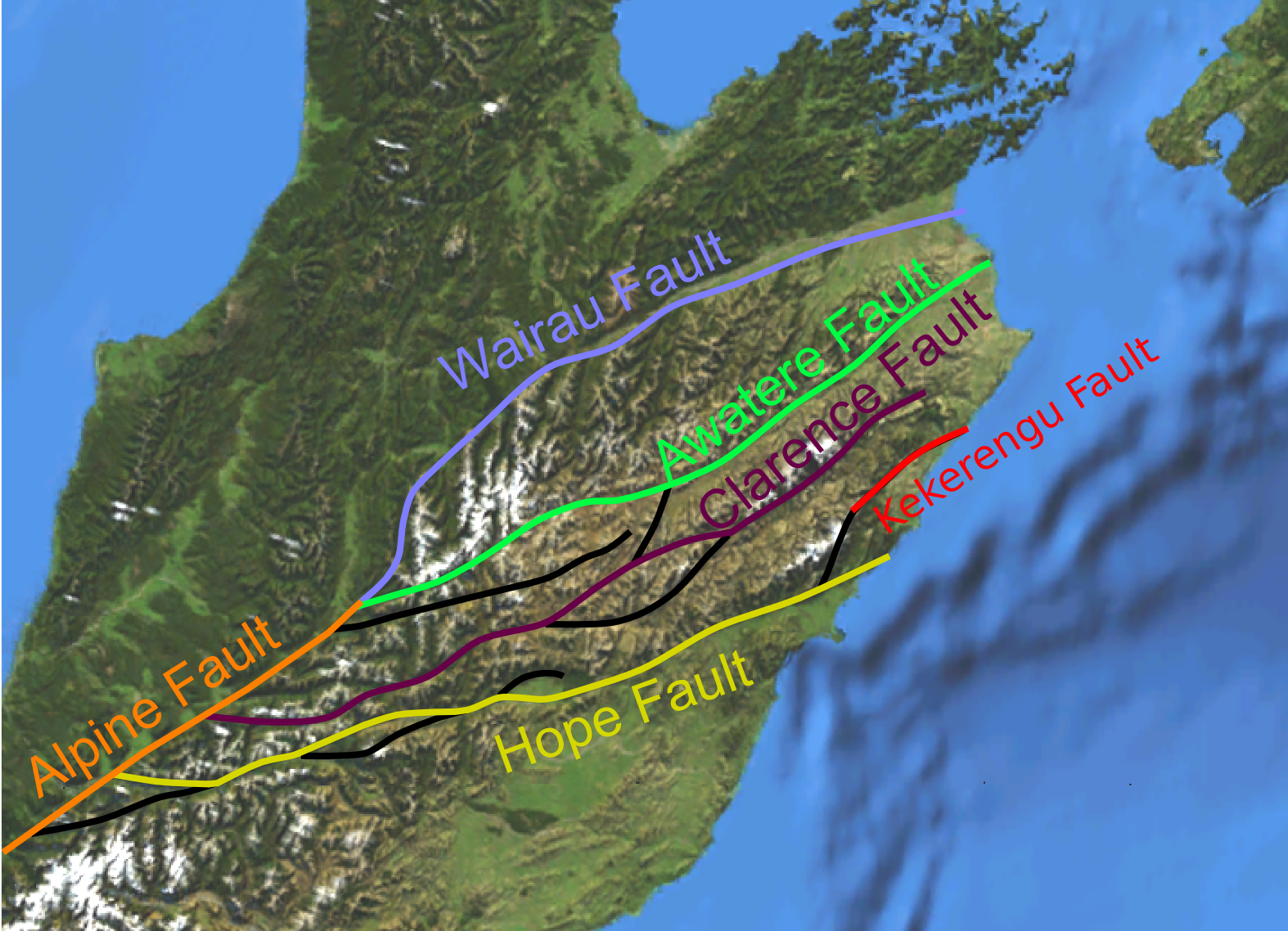
Система разломов Марлборо

Существует определённый риск возникновения цунами, вызванного землетрясением, в результате перемещения отложений, накапливающихся в устье каньона. Осадки, общий объём которых оценивается в 0,24 кубических километра, состоящие из мелкого песка и ила, откладываются в устье каньона Каикоура. Цунами в ближней зоне, вызванное смещением этого осадка, представляет значительную угрозу для окружающей территории, особенно для прибрежной инфраструктуры — дорог и строений.
В данном регионе существует немного исторических свидетельств о цунами, связанных с каньоном. Геологических данных также недостаточно, и до настоящего времени не проводилось никаких специальных исследований палеоцунами. Однако в археологической литературе встречаются некоторые признаки возможных наводнений в прошлом. Можно увидеть, что морские отложения покрывают территорию заселения маори на хребте Седдона, недалеко от Южного залива. Эти отложения указывают на то, что в последние 150–200 лет эта территория какое-то время находилась под водой. Хребет Седдона — это возвышенный береговой вал, на котором издавна имелись поселения маори. В более старом поселении, которому примерно 650 лет, расположенном примерно в 350 метрах от береговой линии, археологи нашли камни для земляных печей, перекрытые намытыми морскими отложениями. Без сопутствующих достоверных геологических данных такие археологические свидетельства носят косвенный характер. Однако они указывают на то, что океан затапливал прибрежные поселения в регионе в результате сильного штормового нагона или цунами.
Быстро накапливающиеся песчаные отложения на крутом склоне в активной тектонической области, вероятно, будут подвержены разрушению во время умеренно сильных землетрясений. Можно ожидать, что сильное сотрясение грунта, связанное с разрывом горных пород в близлежащих разломах, снизит сдвиговую прочность песчаных отложений в верховьях коньона, и может привести к оползням. По оценкам специалистов, для того, чтобы вызвать такое событие, достаточно землетрясения с магнитудой 8 по шкале Рихтера или сотрясения, эквивалентного V (умеренное) по шкале интенсивности Меркалли. Регион Каикоура примыкает к системе разломов Марлборо. В этой зоне имеется ряд разломов, которые, по прогнозам учёных, способны вызвать такое событие. Наиболее вероятным является разлом Хоуп, который ранее был самым активным разломом в Новой Зеландии, а также более крупный Альпийский разлом. Менее известный разлом Хундали также заканчивается недалеко от побережья Каикоуры, и хотя он не такой крупный, как другие разломы в этом районе, он все же потенциально может вызвать подводный оползень. Период повторяемости крупных землетрясений магнитудой 8 или интенсивностью V в районе Каикоуры оценивается примерно в 150 лет, исходя из того, что известно о периоде повторения землетрясений в региональных разломах в районе Каикоуры.
Имеются свидетельства прошлых обрушений подобных отложений в каньоне Каикоура, в присутствии многочисленных отложений турбидитов из песка и гравия в кернах, взятых с оси каньона. По оценкам исследователей, в Каикоуре землетрясения с пиковым ускорением грунта в 0,44 g могут повторяться в среднем каждые 150 лет. С тех пор, как примерно в 1840 году появились первые письменные записи об этом районе, вблизи Кайкоуры не происходило никаких крупных сейсмических событий, кроме землетрясения 14 ноября 2016 года, магнитудой 7,8. Лишайниковая датировка каменных обвалов позволила предположить, что около 175 лет назад здесь также могло произойти крупное землетрясение. Это коррелирует с предполагемым количеством времени, которое потребовалось бы для накопления нынешних осадочных отложений, наблюдаемых в верховьях каньона. Таким образом, был сделан вывод, что отложения в верховьях каньона разрушились и сползли вниз по склону каньона в виде турбидного потока, вызванного этим землетрясением.
Цунами, вызванное подводным оползнем, представляет собой большую потенциальную опасность для района от Южного залива до посёлка Оаро. В 1999 году исследователями был смоделирован подобный оползень. Это моделирование показало возможность возникновения волн цунами большой высоты вдоль этого участка побережья. Его последствия могут быть более серьёзными, если такое событие совпадёт с штормовой активностью или произойдёт во время прилива. По оценкам учёных, требуется около столетия для накопления достаточного количества отложений в верховьях каньона, чтобы случился крупный оползень. Расчёты в 1999 году показывали, что количества осадков уже было достаточно, чтобы представлять значительную опасность. Наличие трещин растяжения в верховьях каньона указывало на то, что в результате землетрясения скорее всего случится оползень, в результате которого обрушится около четверти кубического километра рыхлых отложений. Ущелье в устье каньона Каикоура обращено на север, наклонно к берегу, следовательно, начальное движение лавины обломков, и возникшее в результате цунами произойдёт по направлению к берегу Южного залива и южной стороне полуострова Каикоура.
Выводы учёных подтвердились во время землетрясения 14 ноября 2016 года. Произошёл подводный оползень, а высота волн цунами достигла 7 метров.

### Статьи
- R.M. Carter, L. Carter. The Motunau Fault and other structures at the southern edge of the Australian-Pacific plate boundary, offshore Marlborough, New Zealand (англ.) // Tectonophysics. — 1982. — Vol. 88, iss. 1-2. — P. 133–159. — doi:10.1016/0040-1951(82)90206-2. Архивировано 22 июня 2018 года.
- Brendan Duffy. A geometric model to estimate slip rates from terrace rotation above an offshore, listric thrust fault, Kaikōura, New Zealand (англ.) // Tectonophysics. — 2020. — Vol. 786. — P. 228460. — doi:10.1016/j.tecto.2020.228460. Архивировано 10 июля 2020 года.
- R. M. Kirk. Rates and forms of erosion on intertidal platforms at Kaikoura Peninsula, South Island, New Zealand (англ.) // New Zealand Journal of Geology and Geophysics. — 1977. — Vol. 20, iss. 3. — P. 571–613. — ISSN 1175-8791 0028-8306, 1175-8791. — doi:10.1080/00288306.1977.10427603.
- K. B. Lewis. The 1500-km-long Hikurangi Channel: Trench-axis channel that escapes its trench, crosses a plateau, and feeds a fan drift (англ.) // Geo-Marine Letters. — 1994. — Vol. 14, iss. 1. — P. 19–28. — ISSN 1432-1157. — doi:10.1007/BF01204467.
- Keith B Lewis, Philip M Barnes. Kaikoura Canyon, New Zealand: active conduit from near-shore sediment zones to trench-axis channel (англ.) // Marine Geology. — 1999. — Vol. 162, iss. 1. — P. 39–69. — doi:10.1016/S0025-3227(99)00075-4.
- Yoko Ota, Brad Pillans, Kelvin Berryman, Alan Beu, Takatoshi Fujimori. Pleistocene coastal terraces of Kaikoura Peninsula and the Marlborough coast, South Island, New Zealand (англ.) // New Zealand Journal of Geology and Geophysics. — 1996. — Vol. 39, iss. 1. — P. 51–73. — ISSN 1175-8791 0028-8306, 1175-8791. — doi:10.1080/00288306.1996.9514694. Архивировано 7 октября 2021 года.
- Wayne J. Stephenson, Robert M. Kirk. Rates and patterns of erosion on inter-tidal shore platforms, Kaikoura Peninsula, South Island, New Zealand (англ.) // Earth Surface Processes and Landforms. — 1998. — Vol. 23, iss. 12. — P. 1071–1085. — ISSN 1096-9837. — doi:10.1002/(SICI)1096-9837(199812)23:123.0.CO;2-U. Архивировано 9 января 2021 года.
- Mark Stirling, Jarg Pettinga, Kelvin Berryman, Mark Yetton. Probabilistic seismic hazard assessment of the Canterbury region, New Zealand // Bulletin of the New Zealand Society for Earthquake Engineering. — 2001. — Т. 34, вып. 4. — С. 318–334. — ISSN 1174-9857 2324-1543, 1174-9857. — doi:10.5459/bnzsee.34.4.318-334. Архивировано 10 января 2021 года.
- Roy Walters, Philip Barnes, Keith Lewis, James R. Goff, Jason Fleming. Locally generated tsunami along the Kaikoura coastal margin: Part 2. Submarine landslides (англ.) // New Zealand Journal of Marine and Freshwater Research. — 2006. — Vol. 40, iss. 1. — P. 17–28. — ISSN 1175-8805 0028-8330, 1175-8805. — doi:10.1080/00288330.2006.9517400. Архивировано 2 марта 2022 года.